# Dendryphantes
Dendryphantes är ett släkte av spindlar som beskrevs av Carl Ludwig Koch 1837. Dendryphantes ingår i familjen hoppspindlar.

## Dottertaxa tillDendryphantes, i alfabetisk ordning[1][2]
- Dendryphantes aethiopicus
- Dendryphantes amphibolus
- Dendryphantes andinus
- Dendryphantes arboretus
- Dendryphantes balteatus
- Dendryphantes barguzinensis
- Dendryphantes barrosmachadoi
- Dendryphantes biankii
- Dendryphantes bimaculatus
- Dendryphantes bisquinquepunctatus
- Dendryphantes calus
- Dendryphantes capensis
- Dendryphantes caporiaccoi
- Dendryphantes centromaculatus
- Dendryphantes chuldensis
- Dendryphantes coccineocinctus
- Dendryphantes comatus
- Dendryphantes czekanowskii
- Dendryphantes darchan
- Dendryphantes duodecempunctatus
- Dendryphantes fulvipes
- Dendryphantes fusconotatus
- Dendryphantes gertschi
- Dendryphantes hararensis
- Dendryphantes hastatus
- Dendryphantes hewitti
- Dendryphantes honestus
- Dendryphantes lanipes
- Dendryphantes legibilis
- Dendryphantes lepidus
- Dendryphantes linzhiensis
- Dendryphantes madrynensis
- Dendryphantes melanomerus
- Dendryphantes mendicus
- Dendryphantes modestus
- Dendryphantes mordax
- Dendryphantes nicator
- Dendryphantes nidicolioides
- Dendryphantes nigromaculatus
- Dendryphantes niveornatus
- Dendryphantes nobilis
- Dendryphantes ovchinnikovi
- Dendryphantes patagonicus
- Dendryphantes potanini
- Dendryphantes praeposterus
- Dendryphantes pseudochuldensis
- Dendryphantes pugnax
- Dendryphantes purcelli
- Dendryphantes quaesitus
- Dendryphantes rafalskii
- Dendryphantes ravidus
- Dendryphantes reimoseri
- Dendryphantes rubrosquamulata
- Dendryphantes rudis
- Dendryphantes sacci
- Dendryphantes schultzei
- Dendryphantes secretus
- Dendryphantes seriatus
- Dendryphantes sexguttatus
- Dendryphantes spinosissimus
- Dendryphantes strenuus
- Dendryphantes tuvinensis
- Dendryphantes villarrica
- Dendryphantes yadongensis
- Dendryphantes zygoballoides